# Rinkenbach AI
| AI ist das Kürzel für den Kanton Appenzell Innerrhoden in der Schweiz. Es wird verwendet, um Verwechslungen mit anderen Einträgen des Namens Rinkenbach zu vermeiden. |

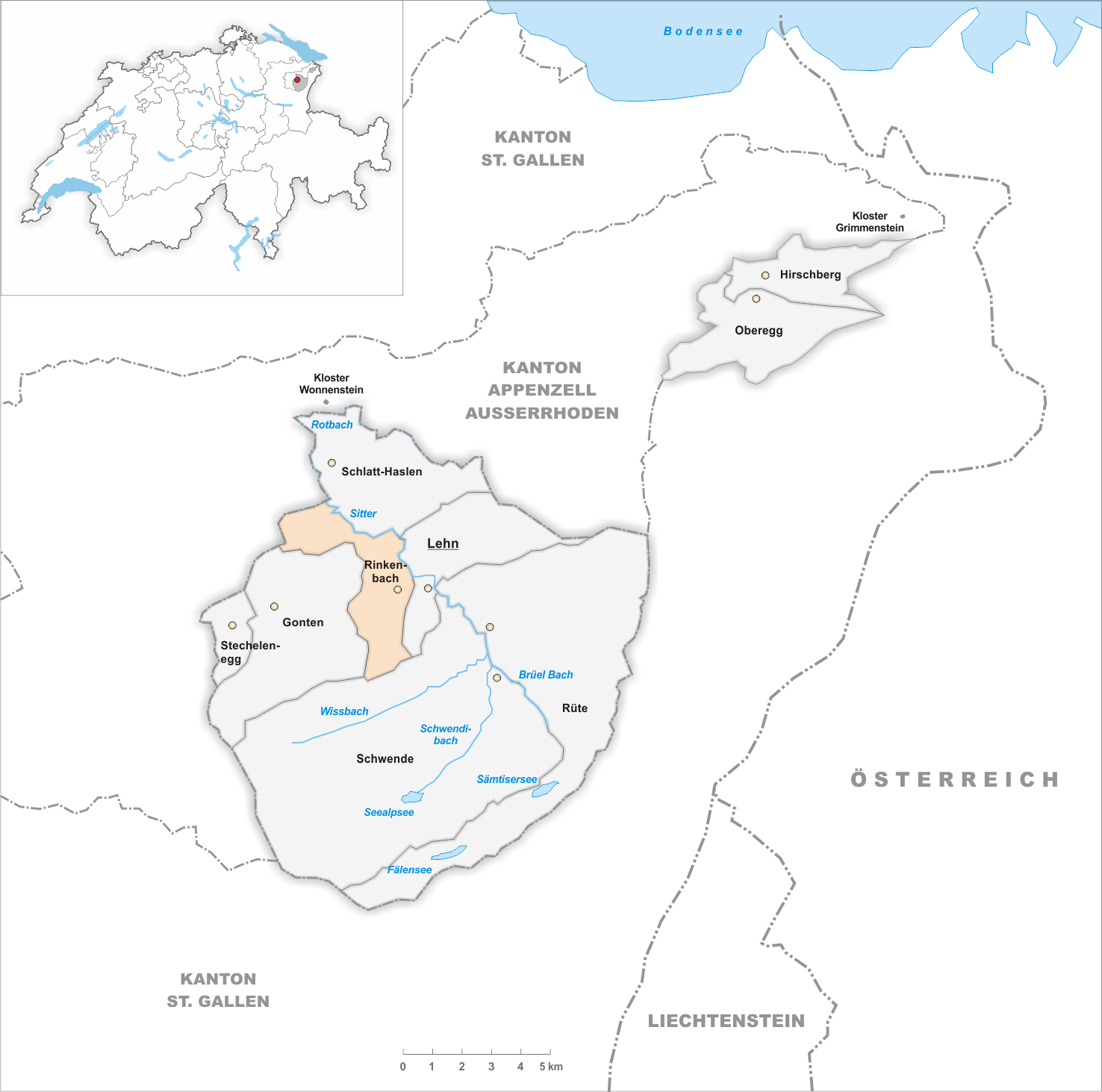
Bezirksstand vor der Fusion am 1. Januar 1873

Rinkenbach war bis 1814 eine Halbrhode und bis 1872 eine Rhode im Kanton Appenzell Innerrhoden, Schweiz.
Unter der Herrschaft des Klosters St. Gallen bildete Rinkenbach/Wies eine der sechs Rhoden des Amts Appenzell. Zur wohl zwischen 1204 und 1220 entstandenen, im 13. Jahrhundert belegten Rhode Rinkenbach gehörten bis zur Landteilung 1597 zwei territorial nicht zusammenhängende Teile: das Gebiet Hackbühl  rund um das Kirchdorf Gais (Halbrhode Wies) und das eigentliche Gebiet der Rhode Rinkenbach westlich von Appenzell (Kau , Enggenhütten, Rinkenbach ). Seit den Glaubenswirren ist Wies als eine reformierte äussere Rhode zu betrachten, weshalb diese Halbrhode bei der Landteilung dem Kanton Appenzell Ausserrhoden zugeschlagen wurde. Rinkenbach hingegen wurde im Kanton Appenzell Innerrhoden zu einer Halbrhode, behielt aber verschiedene Rechte einer ganzen Rhode bei. Die Innerrhoder Kantonsverfassung von 1814 verschmolz Rinkenbach mit der Halbrhode Stechlenegg zu einer ganzen Rhode. Mit der Neustrukturierung des Kantons 1872 verlor die Rhode Rinkenbach ihre politischen Funktionen. Ihr Gebiet wurde auf die neu geschaffenen Bezirke Appenzell, Gonten und Schlatt-Haslen aufgeteilt.